# Richard Freitag
Pour les articles homonymes, voir Freitag.
Richard Freitag, né le 14 août 1991 à Erlabrunn, aujourd'hui commune de Breitenbrunn/Erzgeb., est un sauteur à ski allemand.
Fils d'un champion de saut à ski Holger Freitag, il est notamment deux fois champion du monde dans des épreuves par équipes, médaillé d'argent olympique par équipes en 2018, année où il se classe deuxième de la Coupe du monde, derrière Kamil Stoch. Dans la Tournée des quatre tremplins, il gagne deux manches.

## Biographie
Membre du club SG Nickelhütte Aue, Il commence sa carrière dans des compétitions de la FIS en 2006. Il s'illustre en 2008-2009 dans la Coupe OPA, qu'il termine deuxième.
Après avoir fait ses débuts en Coupe du monde durant l'hiver 2009-2010 à l'occasion de la Tournée des quatre tremplins, le sauteur allemand surnommé « Richi » marque son premier point à Innsbruck (30e). Il monte sur son premier podium par équipes à Oberstdorf en février 2011, où il également 13e en individuel, puis sur son premier podium individuel au début de la saison suivante à Lillehammer, peu avant d'obtenir sa première victoire le 11 décembre 2011 au grand tremplin d'Harrachov, devant Thomas Morgenstern. Il termine au sixième rang la saison 2011-2012, hiver durant lequel, il gagne la médaille d'argent aux Championnats du monde de vol à ski dans l'épreuve par équipes.
En 2013, il est double médaillé aux Championnats du monde lors des épreuves par équipes : en argent au grand tremplin et en bronze sur le concours mixte. Il ajoute deux victoires individuelles à son palmarès cet hiver à Oberstdorf (vol à ski) et Lahti.
Il ne connaît pas la même réussite en 2014, avec deux troisièmes places au compteur comme meilleurs résultats, mais prend part aux deux épreuves individuelles aux Jeux olympiques de Sotchi (20e et 21e), mais n'est pas choisie dans la sélection pour l'épreuve par équipes, où les Allemands remportent le titre.
En 2015, après avoir renoué avec la victoire à Engelberg en gagnant avec 0,6 point d'avance sur Roman Koudelka, il enlève son deuxième concours dans la Tournée des quatre tremplins à Innsbruck, puis il est champion du monde par équipes mixtes.
Lors de la saison 2015-2016, il est neuvième au classement général de la Coupe du monde, mais n'y monte sur aucun podium, et se classe notamment dans le top dix de toutes les manches de la Tournée des quatre tremplins. Il connaît le goût de la victoire avec ses coéquipiers deux fois en Allemagne à Klingenthal et Willingen.
Après trois victoires de Coupe du monde acquises en fin d'année 2017, ses premières depuis trois ans, qui l'amène à concourir pour le classement général avec Kamil Stoch, il fait partie des prétendants pour la Tournée des quatre tremplins, qu'il entame bien avec deux deuxièmes places à Oberstdorf et Garmisch-Partenkirchen, avant de voir ses espoirs s'envoler à Innsbruck, à cause d'une chute à la reception d'un saut. Il remporte ensuite la médaille de bronze aux Championnats du monde de vol à ski en 2018. En 2018, il est aussi médaillé d'argent par équipes aux Jeux olympiques de Pyeongchang avec Karl Geiger, Stephan Leyhe et Andreas Wellinger et est deux fois neuvième en individuel.
Aux Championnats du monde 2019, il devient champion du monde par équipes masculines et réalise son meilleur résultat individuel en grand championnat avec le cinquième rang au petit tremplin. Dans la Coupe du monde, il est 21e du classement général, dans lequel il recule au 44e rang en 2019-2020.
En perte de vitesse, il n'est pas sélectionné en équipe d'Allemagne pour la première partie de la saison 2020-2021, revenant seulement sur la Tournée des quatre tremplins.
Il est le fils de Holger Freitag, sauteur à ski actif dans les années 1980.

## Palmarès

### Jeux olympiques
| Épreuve / Édition   | Individuel     | Individuel     | Par équipes Grand tremplin |
| Épreuve / Édition   | Petit tremplin | Grand tremplin | Par équipes Grand tremplin |
| JO 2014 Sotchi      | 20e            | 21e            | —                          |
| JO 2018 Pyeongchang | 9e             | 9e             | Argent                     |

Légende :
- : première place, médaille d'or
- : deuxième place, médaille d'argent
- : troisième place, médaille de bronze
- — : Richard Freitag n'a pas participé à cette épreuve

### Championnats du monde
| Épreuve / Édition           | Individuel     | Individuel     | Par équipes                      | Par équipes    | Par équipes                      |
| Épreuve / Édition           | Petit tremplin | Grand tremplin | Petit tremplin                   | Grand tremplin | Mixte                            |
| Mondiaux 2011 Oslo          | —              | 15e            | —                                | 4e             | Épreuve inexistante à cette date |
| Mondiaux 2013 Val di Fiemme | 6e             | 6e             | Épreuve inexistante à cette date | Argent         | Bronze                           |
| Mondiaux 2015 Falun         | 7e             | 15e            | Épreuve inexistante à cette date | 5e             | Or                               |
| Mondiaux 2017 Lahti         | 9e             | 19e            | Épreuve inexistante à cette date | 4e             | —                                |
| Mondiaux 2019 Seefeld       | 5e             | 9e             | Épreuve inexistante à cette date | Or             |                                  |

Légende :
- : première place, médaille d'or
- : deuxième place, médaille d'argent
- : troisième place, médaille de bronze
- — : Richard Freitag n'a pas participé à cette épreuve

### Championnats du monde de vol à ski
| Épreuve / Édition | Planica 2010 | Vikersund 2012 | Kulm 2016 | Oberstdorf 2018 |
| Individuel        | 28e          | 9e             | 8e        | Bronze          |
| Par équipes       | 7e           | Argent         | Argent    | 4e              |

### Coupe du monde
- Meilleur classement général : 2e en 2018.
- 23 podiums individuels : 8 victoires, 12 deuxièmes places et 3 troisièmes places.
- 30 podiums par équipes, dont 8 victoires.

#### Différents classements en Coupe du monde
| Année     | Classement général final |
| 2009-2010 | 90e                      |
| 2010-2011 | 38e                      |
| 2011-2012 | 6e                       |
| 2012-2013 | 8e                       |
| 2013-2014 | 24e                      |
| 2014-2015 | 12e                      |
| 2015-2016 | 9e                       |
| 2016-2017 | 13e                      |
| 2017-2018 | 2e                       |
| 2018-2019 | 21e                      |
| 2019-2020 | 44e                      |
| 2020-2021 | 69e                      |
| 2021-2022 | 59e                      |

#### Victoires
| Année     | Lieu                                                                  |
| 2011-2012 | Harrachov (République tchèque)                                        |
| 2012-2013 | Oberstdorf (Allemagne) Lahti (Finlande)                               |
| 2014-2015 | Engelberg (Suisse) Innsbruck (Autriche)                               |
| 2017-2018 | Nijni Taguil (Russie) Titisee-Neustadt (Allemagne) Engelberg (Suisse) |

### Grand Prix
- 7e du classement général en 2011 et 2014.
- 5 podiums individuels, dont 2 victoires.

Palmarès à l'issue de l'édition 2019

### Coupe continentale
4 podiums.